# Distrito de Laredo
El distrito de Laredo es uno de los doce distritos que conforman la Provincia de Trujillo, ubicada en el departamento de La Libertad, en el Norte del Perú. 
Desde el punto de vista jerárquico de la Iglesia católica forma parte de la arquidiócesis de Trujillo.
El área que compone el actual distrito de Laredo se remonta a antiguos asentamientos, de los que se tiene registro en zonas arqueológicas como el Complejo Caballo Muerto, el Complejo Arqueológico Galindo o la Huaca Sacachique como los más resaltantes, los cuales fueron habitados por las culturas Cupisnique, Mochica y Chimú; así como vestigios de la época prehistórica tales como el abrigo rocoso de Quirihuac, los petroglifos del Alto de las Guitarras y los geoglifos de la Quebrada de Santo Domingo.
Sin embargo, la actual ciudad de Laredo tiene su origen en la antigua Hacienda Laredo que fuera propiedad de la familia Remírez, luego de la familia Chopitea y finalmente de la familia Gildemeister, a la que el Estado le expropió la hacienda en 1968.

## Límites
El Distrito de Laredo limita al norte con los distritos de Huanchaco y Simbal, al sur con los distritos de Salaverry y Virú (Provincia de Virú), al este con los distritos de Poroto, Salpo (Provincia de Otuzco), y Carabamba (Provincia de Julcán) y al oeste con los distritos de Huanchaco, El Porvenir, Trujillo y Moche.

## Historia
El primer nombre que se conoce de la antigua hacienda fue el de San Nicolás del Paso, en el siglo XVIII. El español Gaspar Antonio Remírez de Laredo, cuya familia daría origen a los Condes de San Javier y Casa Laredo, adquirió la hacienda dándole su actual nombre y convirtiéndola en un ingenio azucarero. El III conde, Gaspar Remírez de Laredo y Encalada, falleció en 1831, pasando el título a la rama española de la familia y la hacienda a su hijo menor José Manuel Remírez de Laredo y Dueñas, quien la traspasó a su yerno Cipriano Zuloaga. Este la vendió a Juan C. McPherson, quien en 1867 la vendió a su vez a Manuel Antonio Chopitea y Villalobos. A la muerte de este, en 1889, la hacienda pasó a su hijo José Ignacio Chopitea Luna-Victoria, quien la urbanizó, anexó los fundos Santo Domingo, Quirihuac siendo este un asentamiento humano aún en la actualidad 
y La Pampa (1900) y creó el ingenio azucarero (1912).
En 1927, los Chopitea entregaron la administración de Laredo a los Gildemeister, propietarios de Casa Grande y Roma; sin embargo, en 1937, ante el grave estado financiero de la hacienda, la vendieron a los Gildemeister.
El distrito fue creado mediante Ley N.º 13792 del 28 de diciembre de 1961, en el gobierno del Presidente Manuel Prado Ugarteche. Según la Ley, Laredo estaba conformado por tres calles, que incluso la Hacienda Laredo, no pertenecía al distrito y por lo tanto pagaba sus arbitrios en la municipalidad de Trujillo. El ciudadano Segundo Carbonell Villavicencio fue nombrado primer alcalde del distrito de Laredo, mientras que el ciudadano Teodoro Berrú Rodríguez, primer concejal de la Municipalidad Distrital de Laredo en el año 1961.
En 1969, de acuerdo con la Ley de Reforma Agraria, la dictadura militar de Velasco Alvarado expropió las casi 20, 000 hectáreas de Laredo a los Gildemeister, quienes también perdieron Casa Grande y Roma.
En el año 1978 el entonces Alcalde Nicolás Rodríguez Reyes y Roberto Meza Finochetti, cuando ejercía el cargo de Presidente de la Junta "I Centenario de los Caseríos de Laredo y La Merced", conjuntamente con las autoridades de Laredo, suscribieron un Memorial, dirigido al general EP Francisco Morales Bermúdez, quien era Presidente de la República, solicitando la expedición de una nueva Ley, a la que se le llamó "Ley Laredo", cuyo contenido y fundamento de hecho y de derecho lo hizo el Dr. Roberto Meza Finochetti (profesor Principal de Derecho Privado en la Universidad Nacional de Trujillo).
La población laredina había crecido y el pueblo contaba con más viviendas, lo que hizo que las autoridades de la década de 1990, lograran que el presidente Alan García Pérez promulgara en Laredo, el 19 de junio de 1990, la ley N.º 25253, por la que se eleva el pueblo a la categoría política de ciudad, ampliando sus límites territoriales.

### Ley Laredo
Después de algunos años de letargo, en 1990 en el periodo del alcalde Segundo Ruiz Pérez, se reinició esta gestión, la que fue interrumpida por la licencia que solicitó el titular; asumiendo la alcaldía Carlos Ramos Alfaro el que también efectuó las gestiones, sin lograr algo favorable. Al reasumir sus funciones el titular, el regidor Pablo Namay Rodríguez, al recibir este una explicación amplia de parte del Dr. Roberto Meza Finochetti, sobre la ampliación del territorio y su nueva linderación del Distrito de Laredo; convenció al Alcalde y se expidió el oficio N.º 033-90-CDL, su fecha 14 de marzo de 1990, el que llevó a Lima y se entrevistó con el C.P.C. César Merino Jaramillo, Diputado por La Libertad y exsecretario particular del Dr. Luis Alberto Sánchez, entonces Primer Vicepresidente de la República, para lograr su apoyo en la gestión para que el Congreso de la República aprobara la Ley Laredo; en esta gestión el Regidor Pablo Namoc, contó con el asesoramiento del Dr. Roberto Meza Finochetti y con el apoyo económico del Concejo Municipal para sus viajes a Lima y para levantar las observaciones formuladas al Expediente Técnico sustento de la Ley Laredo.
En el proceso de la gestión, en cada instancia se contó con el apoyo del ingeniero José Murgia Zannier, el economista Manuel Vásquez Villalobos, Presidente del Directorio de CORLIB, el diputado doctor Víctor Raúl Lozano Ibáñez, ante el Instituto Nacional de Planificación.
En la Cámara de Diputados el C.P.C. César Merino Jaramillo, fue quien presentó y fundamentó el proyecto de la Ley Laredo en la Cámara de Diputados, con sobriedad y seguridad; siguieron usando de la palabra los diputados: 
- Alberto Borea Odria del Partido Popular Cristiano, reconoció que el pueblo de Laredo libró en su momento de la historia la defensa por la democracia y que pedido de la Ley Laredo es atendible.
- Norman Arellano hizo una exposición favorable a Laredo.
- Francisco Diez Canseco planteó el respaldo a la iniciativa del diputado César Merino; pidió rendir homenaje a los mártires de la epopeya del año 1932 y que siguen simbolizando una lucha por la democracia y la justicia en el Perú.
- César Lima Quiñones se pronunció a favor de la aprobación de la ley.

Manuel Dammert dijo: Laredo y Trujillo tienen ganado ya en la historia del Perú, el título de ciudad o pueblo heroico; porque el levantamiento de Chan Chan es parte positiva de la historia del Perú, por eso pueblos heroicos son los de Laredo, los de la Convención y de la Oroya, cada uno en sus momentos y circunstancias. Laredo lo ganó ya por los hechos históricos y no necesita de una ley y que el diputado Merino retire el proyecto de ley, quedando sólo lo referente a los límites. 
Al final se sometió a votación; se leyó el artículo, 1° siendo aprobado y luego el 2° y el 3° aprobado en la Cámara de Diputados, con 56 votos a favor y ninguno en contra, con el texto el Congreso ha dado la Ley siguiente etc, etc; era un 29 de mayo de 1990. También apoyó decididamente este proyecto el Dr. Víctor Raúl Lozano Ibáñez; el proyecto de ley pasó a la Cámara de Senadores; en donde el maestro Dr. Luis Alberto Sánchez sustentó el proyecto, el que no tuvo reparos y se aprobó en forma unánime; siendo remitido la Ley Laredo a Palacio de Gobierno para la rúbrica y promulgación por el presidente Alan García Pérez; se llegó al 24 de mayo de 1990 y con la intervención de Rómulo León Alegría, Ministro de Pesquería, se logró que Alan García Pérez incluyera en la agenda del Consejo de Ministros, la Ley Laredo; la que por decisión personal vino a Laredo a promulgarla, en la Plaza de Armas, un 19 de junio de 1990.

## Geografía
Abarca una superficie de 335,44 km² 
Elevación de 89 metros
- Laguna de Conache

## Población
Según los resultados del censo de población y vivienda del año 2007; la población del distrito de Laredo para ese año era de 32 825 habitantes. 
Para el año 2011 se tiene una población estimada en el distrito de Laredo de 33 280 habitantes.
Y al año 2015 contará con una población proyectada de 55.757 habitantes, con una tasa de crecimiento anual de 3.2%, la población urbana representa el 72%, y la población rural un 28%.

## Literatura
Laredo destaca por ser la tierra del escritor José Watanabe Varas, quien fue poeta, dramaturgo, guionista y escritor de cuentos infantiles: Un perro muy raro, Lavandería de fantasmas, Don Antonio y el albatros, Don Tomás y los ratones, Andrés Nuez, entre otros.
Actualmente, la Biblioteca Municipal lleva su nombre, y está ubicada en la Histórica Plaza de Armas, donde se encuentra toda la colección literaria del reconocido poeta. Además, cuenta con una sala de lectura infantil denominada 'Bosque de libros', el cual es un ambiente cómodo y gratuito inspirado en la naturaleza, para que los niños junto con sus familias, disfruten de un agradable momento de lectura. 
Asimismo, en el año 2018, la Municipalidad Distrital de Laredo, a través del Departamento de Educación, Cultura y Deporte, lanzó con éxito el I Concurso Nacional de Cuentos Infantiles Ilustrados 'Un cuento muy raro', en homenaje al cuento 'Un perro muy raro' de José Watanabe Varas, con el objetivo de reafirmar su imagen y obra, así como revalorar a ilustradores y escritores de todo el país. El cuento ganador fue 'El chisco y la pepita' del limeño Juan Carlos Yáñez Hodgson, y una mención honrosa a 'Sisa Limachi' de la tacneña Jessica Valdez Arocutipa.

## Autoridades

### Municipales
- 2023 - 2026[8]
  - Alcalde: Sergio Vílchez Neira, de Trabajo Más Trabajo.
  - Regidores:

  1. Anthony Moisés Frontado Castillo (Trabajo Más Trabajo)
  2. Brenda Nataly Pesantes Flores (Trabajo Más Trabajo)
  3. Jordi Brayan Calderón Gamboa (Trabajo Más Trabajo)
  4. María Julia Aguirre Núñez (Trabajo Más Trabajo)
  5. Humberto Renato Camilo Alayo (Trabajo Más Trabajo)
  6. Jack Hadn Benites Guevara (Súmate)
  7. Nathali Josselin Roldan Gamarra (Súmate)

Alcaldes anteriores

- 2019 - 2022: Miguel Orlando Chávez Castro, del Partido Alianza para el Progreso (APP).
- 2015 - 2018: Abog. Javier Andrés Rodríguez Vásquez
- 2011 - 2014:[9] Miguel Orlando Chávez Castro, del Partido Alianza para el Progreso (APP).
- 2007 - 2010: Miguel Orlando Chávez Castro, del Partido Alianza para el Progreso (APP).

### Policiales
- Comisario: MAY PNP DIEGO OBREGÓN GUERRA

## Economía
Por su conformación geográfica territorial, está ubicado en una zona rural, por lo que la economía se basa en la agricultura; el mayor volumen de tierras están sembradas de caña de azúcar, de maíz, camotes, espárragos, leguminosas y algunos frutales como la guanábana, piña y fresas que se encuentran en sus caseríos como La Merced, San Carlos, Conache, etc.El alimento que se produce en el mismo Laredo y no en sus caseríos es la "caña de azúcar" gracias a la empresa Agroindustrial Laredo llamada "Empresa Manuelita", debido a que esta posee el 70% de acciones de la empresa Laredo.
En Laredo también encontramos gran variedad de empresas locales como las pollerias Susy, el firme, el peche, rosita centro, los chechos, doña mila, La Favorita Minisuper, A DVNIR, librerías María Fe; restaurantes campestres como Rosita, Laredo Grande, Landauro, entre otros.
Empresas transnacionales como INKAFARMA, boticas ARCANGEL.

## Clubes
Tradicionalmente se encuentran los clubes Unión Laredo y Defensor Taller. Asimismo, en el 2013 se fundó la Asociación de Karate Shotokan del Perú, el 8 de octubre de 2015 se fundó el Club de Leones Laredo y de más reciente creación el Club de Leones Laredo Centenario.
El deporte más destacado del distrito en su historia es el Karate, a través de la Escuela Municipal de Karate, cuenta con 6 años de trayectoria, logrando títulos a nivel nacional e internacional. 
Deportista Laredino: Carlos Gabriel Rodríguez Huaman, al representar al Perú en el Torneo Sudamericano de Karate a través de la Selección Peruana de Karate. A cargo de los flamantes instructores: Gerardo Eladio Mimbela Fune y Rocío Del Pilar Mauricio Araujo.
El máximo deportista que tiene Laredo, es el futbolista profesional LUIS RUBIÑOS CERNA, arquero de la Selección peruana ne México 1970, quien estudió la primaria en las escuelas Fiscal y José Ignacio Chopitea, en donde destaca como arquero escolar y es descubierto por el DT. Luis Pretell León, pasó al Alfonso Ugarte de Chiclín y el "Chueco" Honores lo lleva al club profesional Sporting Cristal; de ahí es seleccionado nacional por el gran DT. Didí. Con una trayectoria intensa hasta llegar a ser DT. profesional.Lo anecdótico es que la selección peruana hizo una excelente primera fase, para luego caer goleado por el campeón Brasil, responsabilizándose de la goleada a Rubiños.

## Convenio de Hermanamiento
Loja, Ecuador